# Albuquerque International Sunport

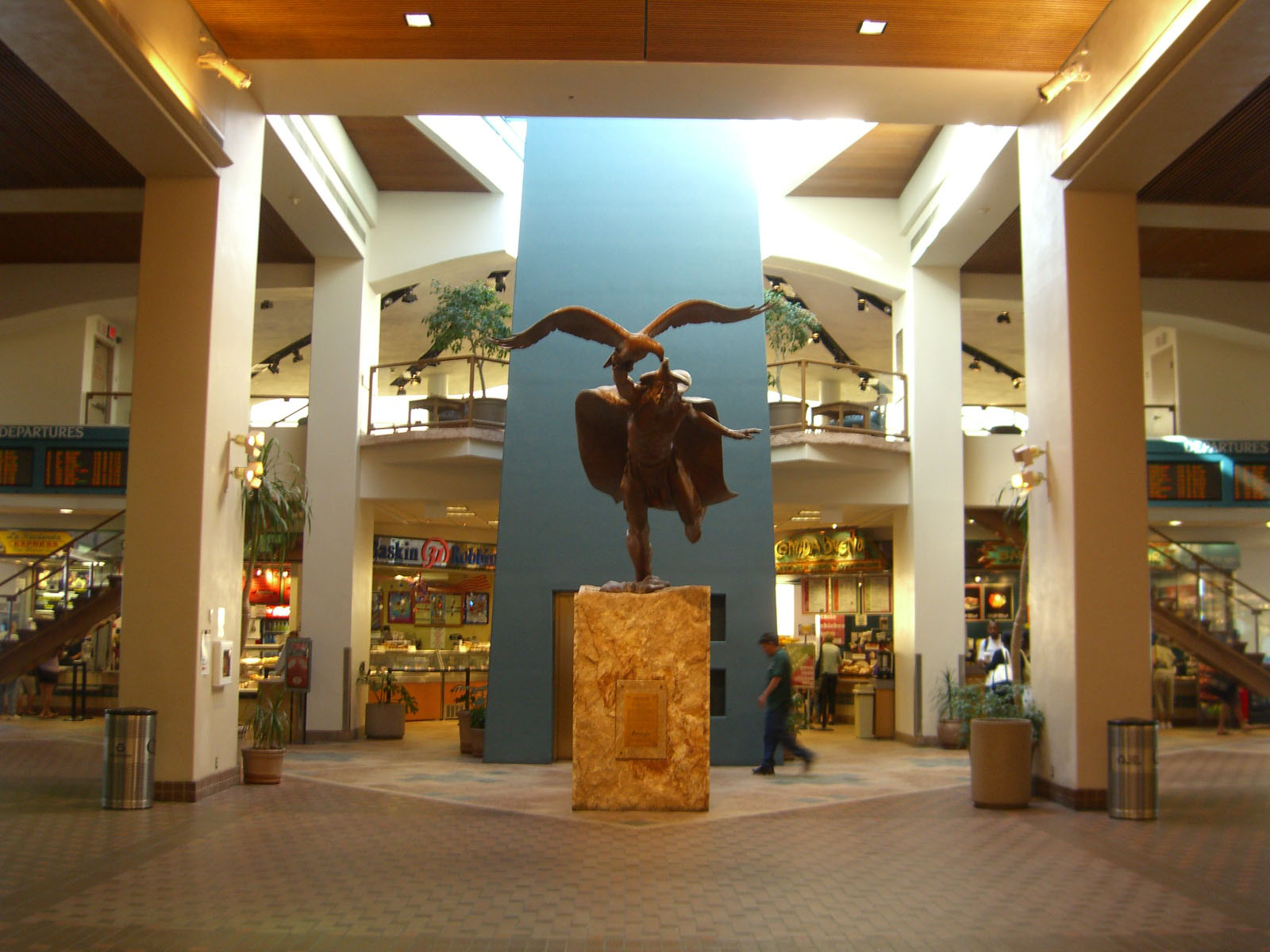
Albuquerque International Sunport.

Albuquerque International Sunport (IATA: ABQ, ICAO: KABQ, FAA LID: ABQ) är en flygplats som ligger omkring fem kilometer sydost om centrala Albuquerque, New Mexico, USA. Det är den största trafikflygplatsen för passagerartrafik i delstaten.

## Historik
På 1930-talet servades Albuquerque av två privata flygplatser, West Mesa Airport och Oxnard Field. 

## Allmänt om flygplatsen
Flygplatsen har fyra landningsbanor som den delar med Kirtland Air Force Base. 

### Flygföretag
- FedEx Express
- UPS Airlines

## Olyckor
- Den 19 februari 1955 kraschade ett flygplan strax efter starten. Alla sexton ombord dödades.[1]